# Терміносистема
Терміносистема — це система термінів у певній галузі, підгалузі наукового або технічного знання, що обслуговує наукову теорію або наукову концепцію.
Джерелами терміносистем слугують термінології. Але, на відміну від термінології, терміносистема формується не разом з формуванням певної науки, а відповідно до етапів формування теорії цієї науки. Проте в основі терміносистеми не обов'язково має бути наукова теорія. Іноді достатньо, щоб була лише концепція або узагальнені ідеї.
Розрізняють 3 етапи формування й функціонування терміносистеми:
- Перший етап — перехід від стану відсутності теорії до стану її формування, тобто перехід від невпорядкованої сукупності термінів до терміносистеми;
- Другий етап — зростання обсягу знань в межах прийнятої теорії внаслідок удосконалень, досягнень науково-технічного прогресу;
- Третій етап — зміна теорії і, як наслідок, зміна терміносистеми. Спочатку нову теорію описують термінами попередньої теорії, потім впроваджуються нові терміни, що відображають нові поняття.

Таким чином формують систему понять нової теорії, і кожне місце в цій новій системі посідає певний новий термін, а у сукупності з'являється нова терміносистема. Частину термінів попередньої терміносистеми залишають, але вони вже пов'язані з новими поняттями. Отже, без теорії немає терміносистеми, без терміносистеми немає теорії.
Терміносистема формується на певному етапі розвитку певної галузі наукового знання, коли вже створено наукову теорію, позначено об'єкти та зв'язки між ними. Є кілька типових ознак терміносистеми:
- Цілісність терміносистеми. Наприклад, економічні поняття, терміни у сукупності складають цілісну терміносистему, яка дає нам загальне уявлення про функціонування економіки.
- Відповідність суми частин цілому. Якщо ми маємо справу з терміносистемою, що описує загальні основи економічного розвитку, то терміни ринку, капіталу, найманої праці, заробітної платні, відносин власності у своїй сукупності мають дати повний опис даної теми.
- Певна сталість терміносистеми. Вона відбиває систему поглядів у економічній теорії на певному етапі, який має визначену тривалість.
- Структурований характер терміносистеми. Структура терміносистеми може бути однорівневою лінійною та ієрархічною, тобто з підсистемами, що відбивають родо-видові відношення, відношення цілого та його частин, зв'язки причини й наслідку, відношення об'єктів та їхніх ознак.

Є різні методи конструювання терміносистем:
- Ієрархічний(родо-видові відношення): відтворення видових термінів шляхом використання родових терміноелементів, наприклад, ринок — ринок внутрішній, ринок світовий.
- Генетичний: виділяють похідні терміни з основних за принципом «об'єкт-ознака-процес»: кредит-кредитний-кредитування
- Операційний: відбирають терміни з текстів певної тематики на основі частотності.

Терміносистема є більш високим ступенем організації лексичних одиниць, ніж термінологія.